# A Year and a Half in the Life of Metallica
A Year and a Half in the Life of Metallica är en DVD/VHS utgiven 1992. Den visar inspelningen av Metallicas storsäljande självbetitlade album och litet av turnén.

## Om filmen
Filmen är inspelad i Los Angeles, Olyphant och Vancouver. Den hade världspremiär i USA den 12 augusti 1992.

## Rollista (komplett)
- Christopher Guest - Nigel Tufnel
- Kirk Hammett - sig själv
- James Hetfield - sig själv
- Michael McKean - David St. Hubbins
- Metallica - sig själva
- Jason Newsted - sig själv
- Bob Rock - sig själv
- Harry Shearer - sig själv
- Lars Ulrich - sig själv